# Santa Marinha (Vila Nova de Gaia)
Santa Marinha
 is een plaats (freguesia) in de Portugese gemeente Vila Nova de Gaia en telt 30.758 inwoners (2001).

## Geboren
- Hugo Sousa (4 juni 1992), voetballer